# Šmartno v Tuhinju
Šmartno v Tuhinju is een plaats in Slovenië en maakt deel uit van de gemeente Kamnik in de NUTS-3-regio Osrednjeslovenska. De plaats telde 239 inwoners op 1 januari 2020.